# خفاش انگشت‌دراز مهتر

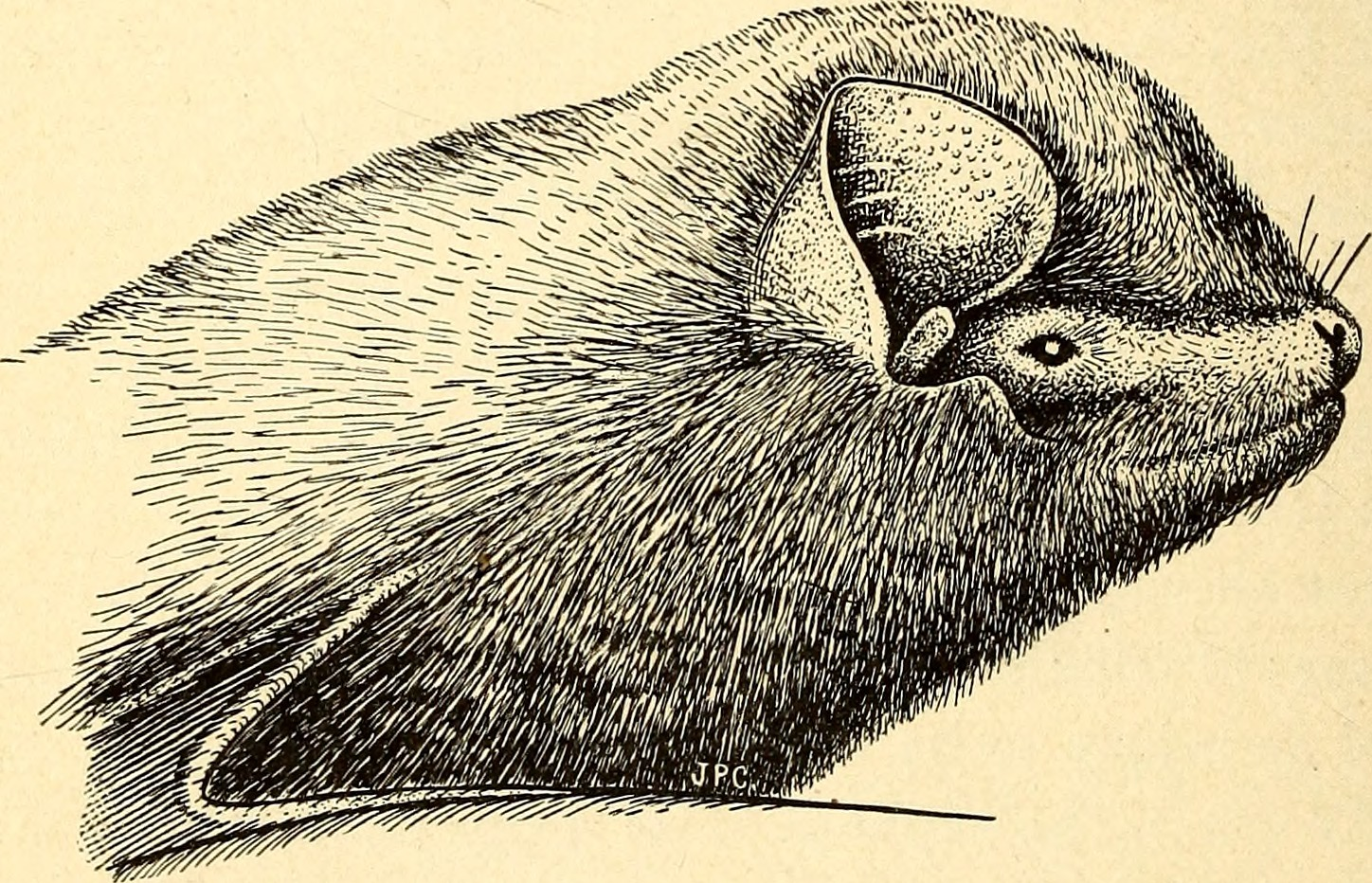
خفاش انگشت‌دراز مهتر

خفاش انگشت‌دراز مهتر (نام علمی: Miniopterus inflatus) نام یک گونه از سرده خفاش‌های بال‌خمیده است.